# Bernhard Gruber
Bernhard Gruber (Schwarzach im Pongau, 12 agosto 1982) è un combinatista nordico austriaco.

## Biografia

### Stagioni 2000-2008
Gruber ottiene il suo primo risultato di rilievo il 27 gennaio 2000 a Štrbské Pleso in Slovacchia vincendo la medaglia di bronzo nella gara a squadre ai Mondiali juniores. Il 20 dicembre 2002 a Park City negli Stati Uniti conquista il suo primo successo individuale, una Gundersen, valido per Coppa del Mondo B. Grazie a questo risultato il 1º gennaio 2003, sulle nevi tedesche di Oberhof, esordisce in Coppa del Mondo giungendo 32º in una gara sprint.
Nel 2005 partecipa alle Universiadi di Innsbruck aggiudicandosi l'oro nella gara sprint e l'argento nell'individuale Gundersen. Il salto di qualità avviene però nella stagione 2008, durante la quale l'atleta sale per la prima volta sul gradino più alto del podio, a Zakopane in Polonia, in una gara individuale, una sprint.

### Stagioni 2009-2020
Partecipa ai Mondiali del 2009 a Liberec, nella Repubblica Ceca, ottenendo come miglior risultato il 5º posto nella gara a squadre, e ai XXI Giochi olimpici invernali di Vancouver 2010 (3º nel trampolino lungo, 1º nella gara a squadre). Ai Mondiali di Oslo 2011 vince l'oro sia nella gara a squadre dal trampolino corto, che dal trampolino lungo, mentre nell'edizione successiva di Val di Fiemme 2013 conquista l'argento nell'individuale dal trampolino lungo e nella sprint a squadre dal trampolino lungo.
Ai XXII Giochi olimpici invernali di Soči 2014 si classifica 4º nel trampolino lungo e 3º nella gara a squadre, mentre ai Mondiali di Falun 2015 ha vinto la medaglia d'oro nel trampolino lungo e si è classificato 10º nel trampolino normale, 5º nella gara a squadre dal trampolino normale e 7º nella sprint a squadre dal trampolino lungo. Due anni dopo, nella rassegna iridata di Lahti 2017, ha vinto la medaglia di bronzo nella gara a squadre dal trampolino normale e si è classificato 7º nel trampolino normale, 9º nel trampolino lungo e 4º nella sprint a squadre dal trampolino lungo.
Ai XXIII Giochi olimpici invernali di Pyeongchang 2018 ha vinto la medaglia di bronzo nella gara a squadre e si è classificato 10º nel trampolino normale e 21º nel trampolino lungo. Nella stagione successiva ai Mondiali di Seefeld in Tirol ha vinto la medaglia d'argento nel trampolino normale, quella di bronzo nella gara a squadre dal trampolino normale e nella sprint a squadre dal trampolino lungo, mentre è stato 10º nel trampolino lungo.

## Palmarès

### Olimpiadi
- 4 medaglie:
  - 1 oro (gara a squadre a Vancouver 2010)
  - 3 bronzi (trampolino lungo a Vancouver 2010; gara a squadre a Soči 2014; gara a squadre a Pyeongchang 2018)

### Mondiali
- 9 medaglie:
  - 3 ori (trampolino normale a squadre, trampolino lungo a squadre a Oslo 2011; individuale dal trampolino lungo a Falun 2015)
  - 3 argenti (individuale dal trampolino lungo, sprint a squadre dal trampolino lungo a Val di Fiemme 2013; trampolino normale a Seefeld in Tirol 2019)
  - 3 bronzi (gara a squadre dal trampolino normale a Lahti 2017; gara a squadre dal trampolino normale, sprint a squadre dal trampolino lungo a Seefeld in Tirol 2019)

### Mondiali juniores
- 1 medaglia:
  - 1 bronzo (trampolino normale a squadre a Štrbské Pleso 2000)

### Universiadi
- 2 medaglie:
  - 1 oro (gara sprint a Innsbruck 2005)
  - 1 argento (individuale Gundersen a Innsbruck 2005)

### Coppa del Mondo
- Miglior piazzamento in classifica generale: 4º nel 2008, nel 2012 e nel 2013
- 37 podi (27 individuali, 10 a squadre):
  - 9 vittorie (7 individuali, 2 a squadre)
  - 12 secondi posti (9 individuali, 3 a squadre)
  - 16 terzi posti (11 individuali, 5 a squadre)

#### Coppa del Mondo - vittorie
| Data             | Località                | Nazione   | Trampolino             | Spec.                                 |
| ---------------- | ----------------------- | --------- | ---------------------- | ------------------------------------- |
| 24 febbraio 2008 | Zakopane                | Polonia   | Wielka Krokiew HS134   | SP LH/7,5 km                          |
| 8 marzo 2008     | Oslo                    | Norvegia  | Holmenkollen HS128     | IN LH/15 km                           |
| 25 febbraio 2012 | Liberec                 | Rep. Ceca | Ještěd HS100           | IN NH/15 km                           |
| 2 dicembre 2012  | Kuusamo                 | Finlandia | Rukatunturi HS142      | T SP LH/2x7,5 km (con Mario Stecher)  |
| 2 febbraio 2013  | Soči                    | Russia    | RusSki Gorki HS140     | IN LH/10 km                           |
| 30 gennaio 2015  | Val di Fiemme           | Italia    | Giuseppe Dal Ben HS134 | IN LH/10 km                           |
| 27 febbraio 2016 | Val di Fiemme           | Italia    | Giuseppe Dal Ben HS134 | IN LH/10 km                           |
| 3 marzo 2018     | Lahti                   | Finlandia | Salpausselkä HS130     | T SP LH/2x7,5 km (con Wilhelm Denifl) |
| 16 marzo 2019    | Schonach im Schwarzwald | Germania  | Langenwaldschanze H106 | IN NH/10 km                           |

Legenda:

IN = individuale Gundersen

SP = sprint

T = gara a squadre

NH = trampolino normale

LH = trampolino lungo

## Campionati austriaci
- 10 medaglie[1]:
  - 2 ori (trampolino normale, trampolino lungo nel 2015)
  - 2 argenti (HS140 skiroll nel 2013; HS140/10 km nel 2016)
  - 6 bronzi (sprint nel 1999; partenza in linea nel 2008; trampolino lungo nel 2010; HS140 sprint nel 2012; HS98 skiroll nel 2013; HS98/10 km nel 2016)